# Cristóbal Pablo Krasucki
Cristóbal Pablo Krasucki (ur. 16 stycznia 1980)– znany także jako Krzysztof Paweł Krasucki – polski anatom, profesor anatomii człowieka, nauczyciel akademicki Uniwersytetu VIZJA i Uniwersytetu w Las Palmas de Gran Canaria.

## Życiorys
Doktorat z nauk medycznych uzyskał w 2014 na podstawie rozprawy Anatomia topograficzna kości skroniowej wybranych zwierząt laboratoryjnych (promotor: Jarosław Wysocki). W latach 2008–2020 pracował w Zakładzie Anatomii Prawidłowej i Klinicznej, Centrum Biostruktury, I Wydziału Lekarskiego, Warszawskiego Uniwersytetu Medycznego. Odznaczony w 2013 roku Brązowym Krzyżem Zasługi i w 2015 Medalem Komisji Edukacji Narodowej. Dyrektor Policealnego Studium Medycyny Sportu w Warszawie. Prezes zarządu spółek: Instytutu Patologii Narządu Ruchu i Centrum Edukacyjnego Medycyny Sportowej.

## Wybrane publikacje
- Ciszek B., Krasucki K., Aleksandrowicz R., Mała anatomia kliniczna. Wydawnictwo Lekarskie PZWL, Warszawa 2019, ISBN 978-83-200-5734-8.
- Ciszek B., Krasucki C.P. red., Anatomia Memorix, wyd. 2., Edra Urban&Partner, Wrocław 2024, ISBN 9788367447911.
- Ciszek B., Krasucki K. red., Memorix Anatomia, Edra Urban&Partner, Wrocław 2017, ISBN 978-83-65373-64-9.
- Aleksandrowicz R., Ciszek B., Krasucki K., Anatomia człowieka. Repetytorium. Ćwiczenia. Wydawnictwo Lekarskie PZWL, Warszawa 2017, ISBN 978-83-200-5384-5.
- Krasucki K. red., Anatomia człowieka. Kompendium. IPNR, Warszawa 2014, ISBN 978-83-940136-0-8
- Krasucki K. red., Anatomia ośrodkowego układu nerwowego. Kompendium. IPNR, Warszawa 2016, ISBN 978-83-940136-1-5
- Krasucki K. red. Mianownictwo anatomiczne polsko-angielsko-łacińskie. Kompendium. IPNR, Warszawa 2017, ISBN 978-83-940136-2-2
- Krasucki C.P., Mompeó Carredera B., Burgos Martínez J. L., Mianownictwo anatomiczne hiszpansko-angielsko-łacińskie. Kompendium. IPNR, Warszawa 2020, ISBN 9788394013639
- Krasucki CP., Anatomía humana. Terminología Anatómica español – inglés – latín. Human anatomy. Anatomical terminology Spanish – English – Latin. IPNR Warszawa 2024, ISBN 9788394013646.
- Nazewnictwo anatomiczne polsko-angielsko-łacińskie. Ekspresowo., Krasucki CP., IPNR Warszawa 2024, ISBN 978-83-940136-7-7
- Anatomia prawidłowa człowieka. Ekspresowo., Krasucki CP., IPNR Warszawa 2024, ISBN 9788394013653.
- Neuroanatomia. Ekspresowo. Krasucki CP., IPNR Warszawa 2024, ISBN 9788394013660.
- Aleksandrowicz R., Ciszek B., Krasucki K., Anatomia człowieka. Repetytorium. Wydawnictwo Lekarskie PZWL, Warszawa 2014, 656 ss., ISBN 978-83-200-4803-2